# 斯瓦尔巴全球种子库
斯瓦爾巴全球种子库（挪威語：Svalbard globale frøhvelv）是挪威政府於北冰洋斯瓦巴群岛上建造的非營利儲藏库，用於保存全世界的农作物种子，為全球最大的種子庫。種子庫位於該群島首府隆雅市，由多個國際基因和生物組織合作、挪威政府出資興建，是为防止某些种子基因於戰爭、疾病或自然災害等大规模的区域性或全球性危机期间遺失，並進一步保存和備份種子的樣本，因此斯瓦爾巴全球種子庫亦被稱為末日種子庫或末日地窖。
該計畫也獲得聯合國糧食及農業組織的支持，被称为是全球农业的“诺亚方舟”。种子库依照挪威政府、全球作物多樣性信託基金和北欧遗传资源中心（NordGen）達成的長期合作协议中之规定管理。
斯瓦爾巴全球種子庫4,500萬挪威克朗的建设费用由挪威政府全額資助，並和全球作物多樣性信託基金共同負擔运营费用，該基金會的主要资金則来自比尔及梅琳达·盖茨基金会、各國政府及國際组织。

## 目的
斯瓦爾巴全球种子库的建立是为保存全世界的農作物、植物種子，以防止在發生區域性或全球性毀滅災害時，人類永久丧失某些粮食作物的基因，同時保護農業作物的多樣性，挪威法律亦禁止在種子庫中存放基因改造作物的種子。
根據《經濟學人》報導，斯瓦爾巴全球種子庫是全球第1,750個種子庫，也是維持農業作物的多樣性的備用地。

## 建造

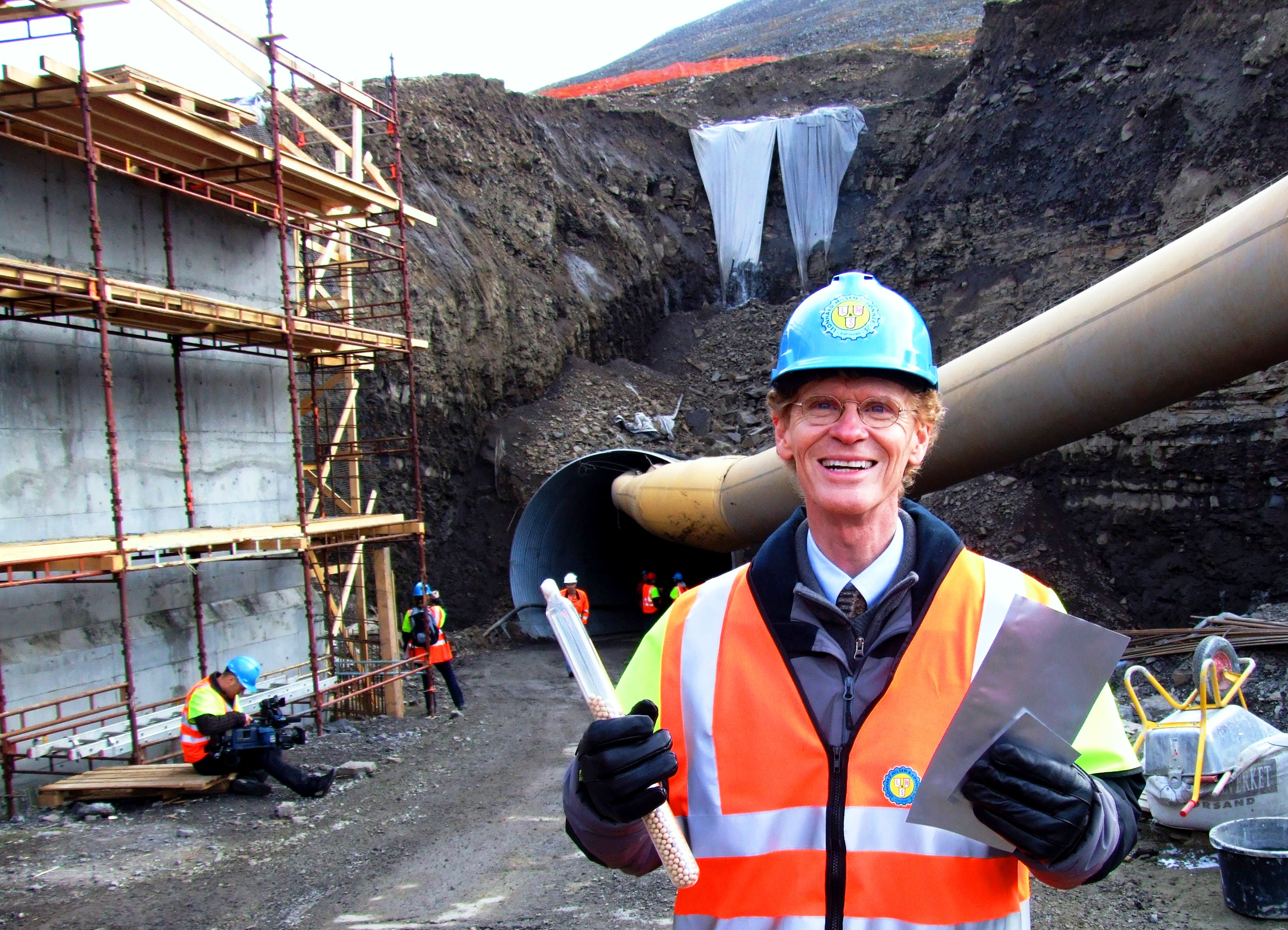
施工中的斯瓦爾巴全球種子庫

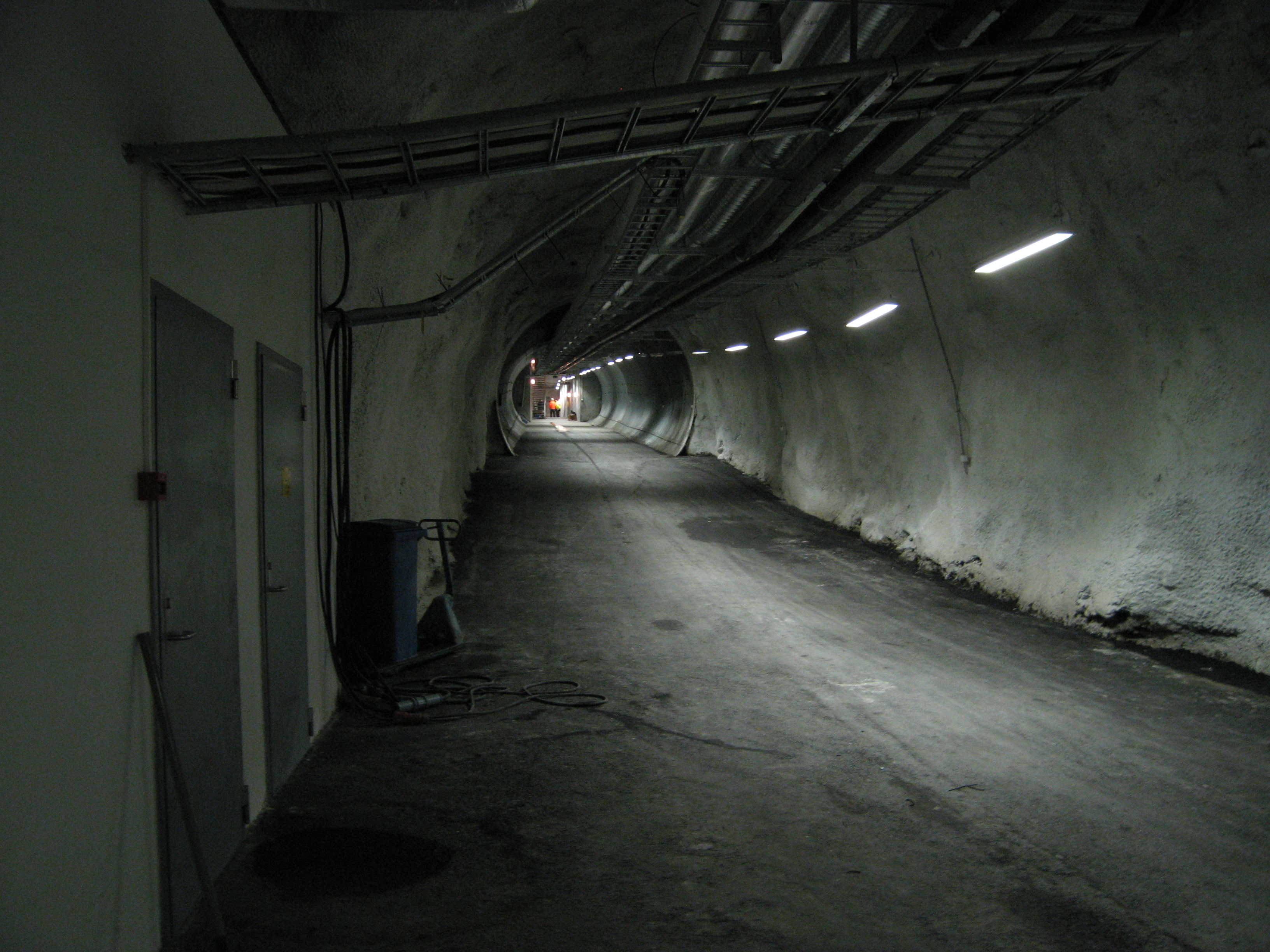
通往種子儲存庫的地下隧道

斯瓦爾巴全球种子库由挪威建築師彼得·W·索德曼（Peter W. Søderman）設計，建于斯瓦尔巴群岛永久冻土区一带的砂岩山内部120米处，約海拔130米，由於該地發生地震的機率低，且建築物的設計可承受芮氏規模10.0的地震，周圍也長年覆蓋永久凍土，即使島內的冰帽融化，種子庫仍然能保持設備和建築物的干燥，建築物內的種子則被密封在三層鋁箔包裝中，並將其放入箱子內保存。為保護種子，人員須穿越400英尺長（即0.12公里）的隧道，並通過5道密碼鎖門，才可進入地下的種子儲存庫。種子庫擁有3個種子儲存庫，每個儲存庫可儲藏150萬份種子，總共可儲存約450萬份。
由於斯瓦巴群島產煤礦，為種子庫製冷機的動力提供原料來源，使其能進一步將種子冷卻至攝氏−18℃的最佳溫度，
且即使製冷機發生故障，種子庫也需經過數周，溫度才可回升為當地氣溫攝氏-3℃，並估計需2世紀時間回升至0℃。根據種子庫建立前的可行性評估，種子庫可保存種子樣本數百年，其中一些重要作物則可維持數千年的生存能力。

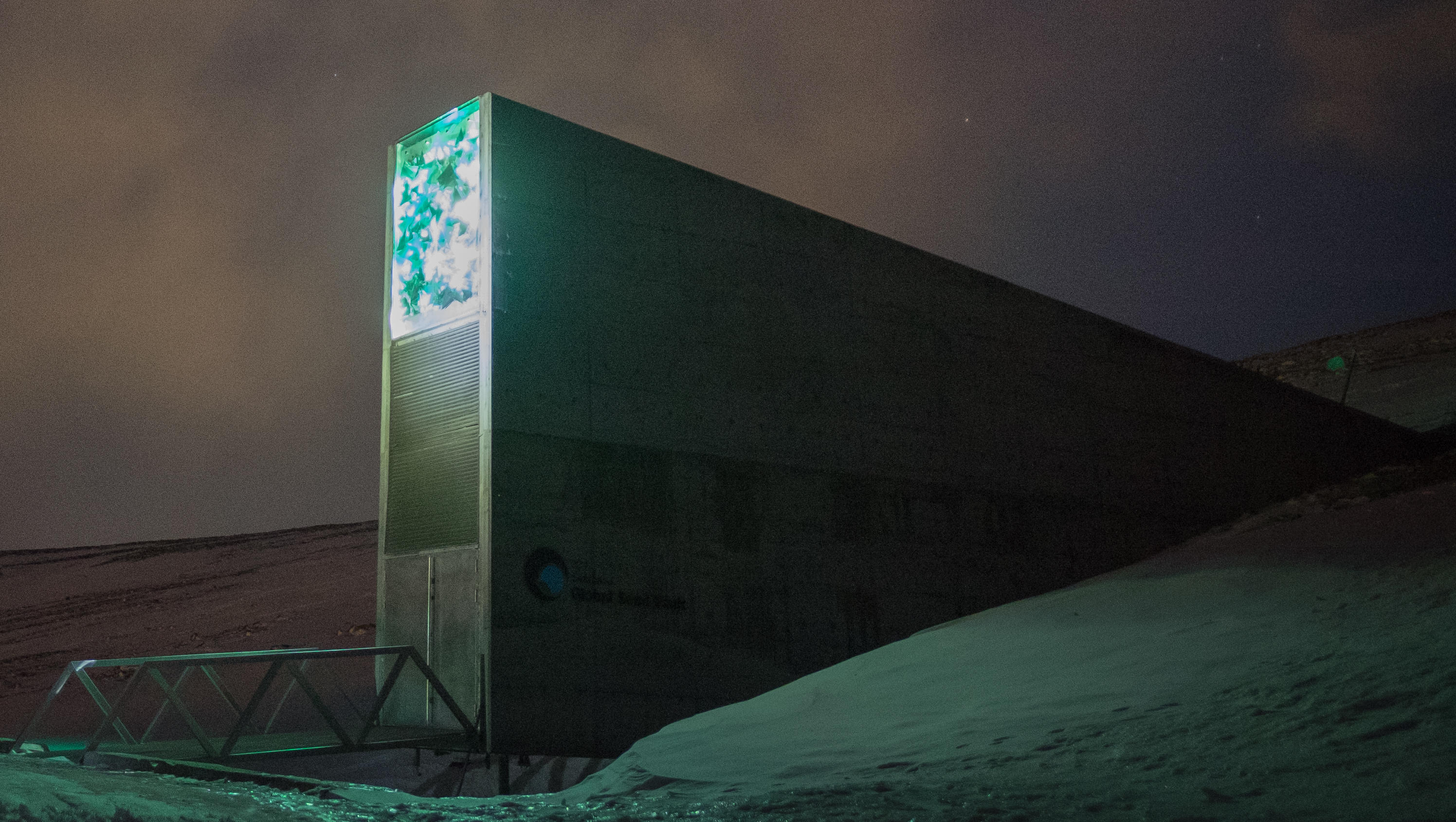
於夜間拍攝的《永恆的反射》

種子庫入口處的上方是由挪威藝術家戴維·桑恩設計的發光裝置藝術《永恆的反射》（Perpetual repercussion）。挪威政府規定超過一定費用所興建的建築須包含藝術品，因此挪威文化部邀請戴維·桑恩設計該作品，《永恆的反射》由數個高反射率的不銹鋼、分色濾光鏡和不同尺寸的棱鏡所構成，夏季時會反射極光，冬季則由200條光纖電纜使該裝置發出柔和的綠松色和白色。
種子庫4,500萬挪威克朗的建設費用由挪威政府全額出資興建，於2006年6月19日舉行動土典禮，2008年2月26日正式完工啟用。

## 管理

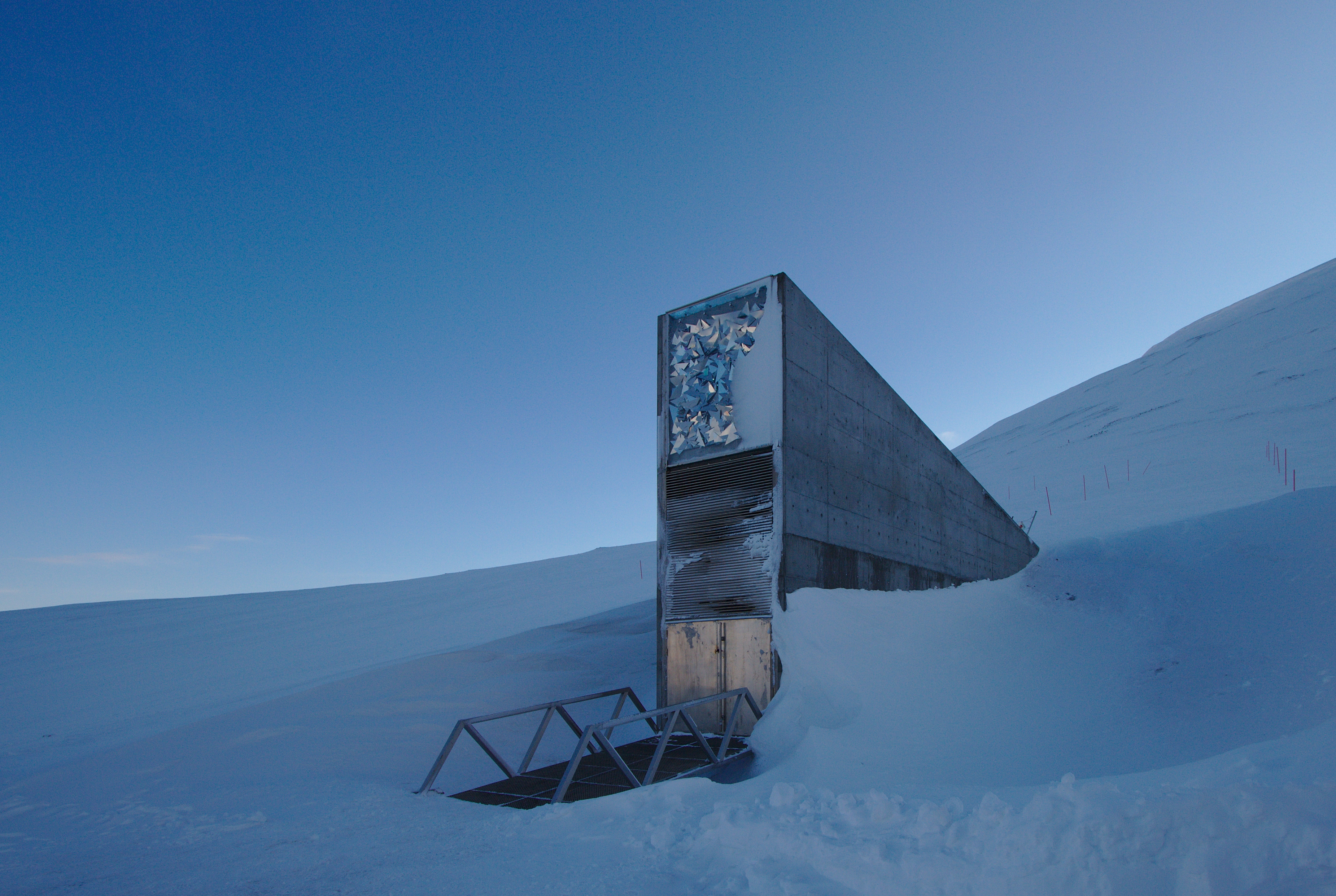
斯瓦爾巴全球種子庫（攝於2015年3月）

种子库的常年运转费用大约为每年270萬挪威克朗，由挪威農業和食品部擁有；並由北歐遺傳資源中心負責運作種子庫設施和維護種子樣本的線上資料庫，包括庫內的營運、紀錄，以及與其他種子庫和基因庫長期保持聯繫，每年定期接收自世界各地捐贈和寄放的種子；聯合國糧農組織與國際農業研究磋商組織合作成立的全球作物多樣性信託基金與挪威政府提供營運資金並協助其管理，如透過各國的農業中心協助將種子包裝後運送至種子庫，該基金會的資金來自比爾及梅琳達·蓋茨基金會、先正達基金會或美國政府等組織及各國政府。
种子库可为世界各国的政府、組織或個人免費保存种子，委託方也需向種子庫簽署類似《糧食和農業作物遺傳資源國際公約》的存放協議，种子的所有权可以归委託方所有，其在任何时候都拥有取走种子的权利。
種子庫於2019年的維護費用約為240萬挪威克朗。

## 历史
自1984年開始，北歐基因銀行（Nordic Gene Bank）就透過冷凍的方式將種子保存於斯瓦爾巴群島已廢棄的3號礦坑內。2008年1月，北歐基因銀行與另外兩個北歐基因保護組織合併成立北歐遺傳資源中心。2001年，挪威政府完成《糧食和農業作物遺傳資源國際公約》並開放給各國政府締約，之後國際生物多樣性組織與挪威政府接洽，提議在斯瓦爾巴群島建立一個全球性機構，挪威政府在受到聯合國糧食及農業組織、國際農業研究磋商組織等組織支持後，於2004年10月承諾出資興建斯瓦爾巴全球種子庫，並由全球作物多樣性信託基金及北歐遺傳資源中心協助建造。
2006年6月19日，種子庫在時任挪威首相、瑞典首相、芬蘭總理、丹麥首相及冰島總理等北歐五國領導人的參加下舉行動土典禮。
2007年，挪威政府、全球作物多樣性信託基金和北歐遺傳資源中心簽訂三方長期合作協議，協議規定種子庫由挪威農業和食品部和挪威公共建築和財產局負責建造、維護，並且與全球作物多樣性信託基金共同負擔營運費用；北歐遺傳資源中心則負責管理、營運並記錄，長期與世界各國的基因庫保持聯絡，聯合國農糧組織、國際農業研究磋商組織等組織組成國際諮詢小組（International Advisory Panel），負責監督、指導和對種子庫的管理提出建議。
种子库於2008年2月26日，種子庫正式竣工並舉行啟用典禮，時任歐洲聯盟執行委員會主席若泽·曼努埃尔·巴罗佐、綠帶運動發起人旺加里·马塔伊、时任挪威首相延斯·斯托尔滕贝格等近150人均出席參加。
|                                 | 這是一個冰凍的伊甸園，一個無論世界上發生什麼事都可以永遠保留生命的地方。 Dette blir en frossen edens hage. Et sted der livet kan bevares for all fremtid uansett hva som skjer rundt om i verden. |
| ——歐盟執行委員會主席若澤·巴洛索 | |

首批種子於2008年1月抵達，種子樣本中約5％來自荷蘭瓦赫寧恩大學下屬的荷蘭遺傳資源中心（CGN）。
2009年，在種子庫啟用一周年之際，已儲存約90,000多種農作物種子的樣本，總種子數約達2000萬份、總重約4噸其中包括來自愛爾蘭國家基因庫（National gene banks）的32種馬鈴薯基因、2萬種來自美國農業研究局的基因，其他則來自加拿大、瑞士、哥倫比亞、墨西哥及敘利亞等國的國際種子研究人員。截至該時，種子庫已儲存世界上主要農作物品種的3分之1，且為紀念種子庫啟用一周年，多名氣候變遷及糧食生產專家於朗伊爾城召開為期3天的紀念會議，日本雕刻家田邊光彰於會議上捐贈一個野生稻穗的雕塑品《THE SEED 2009 - MOMI IN SITU CONSERVATION》給種子庫，其在過去的20年中不斷提倡野生稻作的保護。2010年，由7名美國參議員所組成的代表團向種子庫捐贈一批北美的辣椒種子。截至2013年2月，種子庫儲存的种子样本数已達到774,601份。
2015年，位於敘利亞阿勒坡的国际干旱地区农业研究中心為緩解中東地區的生物多樣性因敘利亞內戰而被嚴重破壞的問題，計畫於敘利亞與黎巴嫩接壤的貝卡谷地中建造另一座種子庫而向斯瓦爾巴全球種子庫提出申請，提取130箱糧食種子，這是研究人員自種子庫啟用7年以來首次提取庫存中的種子。。該研究中心在成功復育數千種植物後，於2017年將種子返還給斯瓦爾巴全球種子庫。
2016年10月至2017年間，因氣候變遷造成斯瓦巴群島當地溫度異常高於平均值，導致降雪量減少並持續降下暴雨，種子庫的入口因此遭到雨水和融化的永凍土入侵，水蔓延至隧道內約15公尺並結凍，並未進一步進入種子儲存庫而影響種子的保存。挪威氣候與環境部下轄的環境署於2018年發布一份報告，顯示斯瓦巴群島當地氣溫自1971至2017年已上升約3.5℃，挪威氣象研究所也模擬2071至2100年的氣候變化情況，發現氣溫持續上升，暴雨、雪崩等災害發生的機率將會提升，雪季亦會縮短，低海拔與沿海的永久凍土也將融化。
2018年，挪威政府決定撥款1億挪威克朗改善種子庫設施，包括建造新的混泥土通道、製冷設備和緊急電力系統等裝置，時任挪威農業和食品部長喬恩·喬治·戴爾在一份聲明中表示：
|  | 保護對全球糧食安全至關重要的遺傳基因是一項重大且重要的任務。 It is a great and important task to safeguard all the genetic material that is crucial to global food security. |

挪威公共建築和財產局也開始對隧道的防水工程進行改善，包括對隧道壁做防水處理、加蓋防水牆、移除隧道中的熱源及修建外部排水溝以防止融水在入口處匯聚，並將其排往深山。
2018年2月26日，种子库啟用10周年之際，挪威政府將76,000份種子添加至種子庫，包括來自愛沙尼亞的洋蔥、馬鈴薯、非洲和南亞的各種豆類及大麥等植物，使种子库總存入样本數達到1,059,646份，正式突破100萬份大關。全球作物多樣性信託基金首席協調員表示，該成就代表了13,000年的農業歷史。
2020年2月25日，種子庫收到來自36個國家和地區捐贈的60,000份種子，包括小麥、大米等農作物、美國原住民族切羅基人寄送的南瓜、豆類及被其視為神聖的白鷹粟米種子等和英國王儲威爾斯親王查理斯王子贈送的黃花九輪草、蘭花等27種野生品種的種子存入種子庫。該批種子讓種子庫庫存達到約105萬份，全球作物多樣性信託基金執行長斯特凡‧施密茲（Stefan Schmitz）表示，大規模的寄存種子反映各地對氣候變遷及生物多樣性的喪失將對糧食生產帶來影響表示擔憂。

## 保存情况

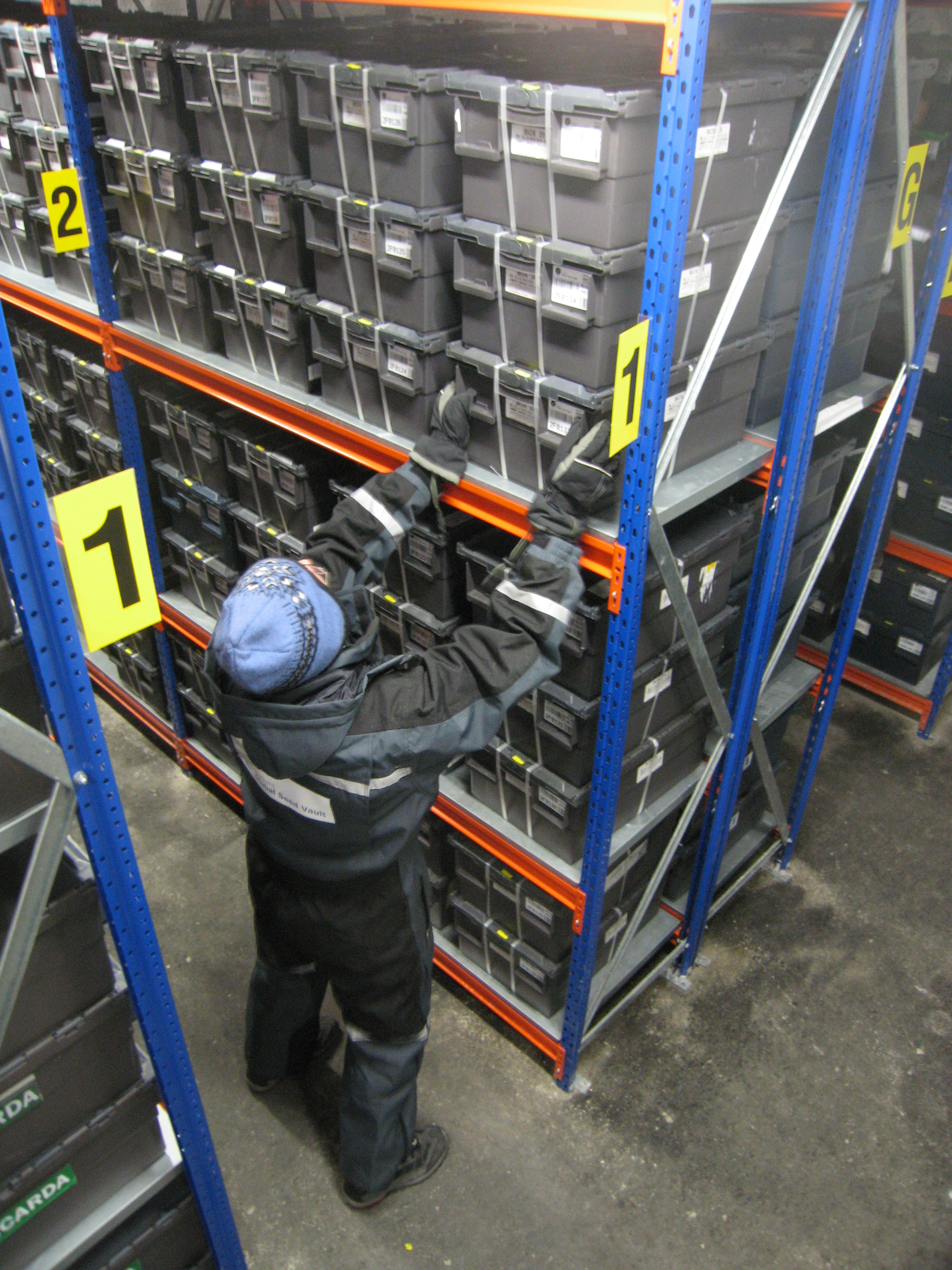
金属货架上的塑膠容器

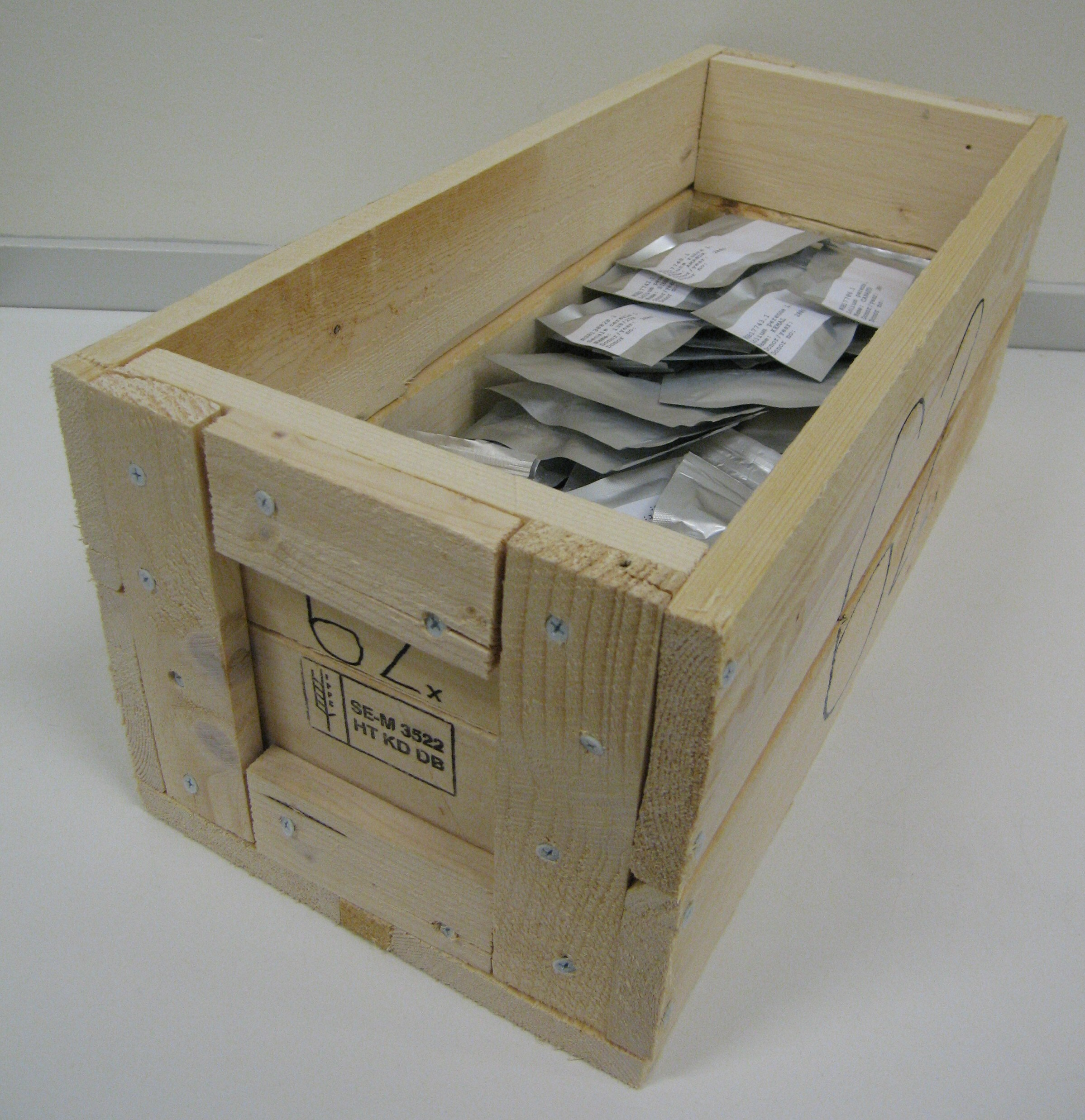
裝有種子的鋁箔包裝

種子庫將種子真空密封在三層鋁箔包裝中，再將其放入塑膠容器內並置於儲存庫的金屬架上，種子儲存庫的溫度長期由製冷機維持在攝氏-18℃，並同時降低庫內的氧氣量，因低溫和缺氧可降低種子的代謝活動進而延緩其老化。即使電力中斷使製冷機停止運轉，種子庫周圍的永久凍土也可協助保持其溫度在-8℃左右。
自種子庫完工以來，每年春季的融雪期間種子庫的入口會有少量的雪水流入，但在2016年10月因異常高溫和暴雨，導致大量的水入侵種子庫入口，最終在進入隧道約15公尺處結凍，並未影響儲存庫中的種子。2019年完工的工程解決了庫中的滲水問題。
附於種子箱上的膠片為一種奈米薄膜，可儲存種子基本資訊和其他訊息。

### 存放样本数
| 年份       | 种类 | 总样本数  | 参考來源      |
| ---------- | ---- | --------- | ------------- |
| 2008年2月  |      | 268,000   | [ 89 ]        |
| 2009年     |      | 490,054   | [ 40 ]        |
| 2010年     |      | 500,000   | [ 90 ]        |
| 2011年     |      | 714,519   | [ 40 ]        |
| 2012年     |      | 772,597   | [ 40 ]        |
| 2013月2月  |      | 774,601   | [ 61 ]        |
| 2014月2月  |      | 820,619   | [ 91 ]        |
| 2015年5月  | 4000 | 840,000   | [ 92 ] [ 93 ] |
| 2016年10月 |      | 880,000   | [ 94 ]        |
| 2017年2月  |      | 930,821   | [ 95 ]        |
| 2018年11月 |      | 983,524   | [ 40 ] [ 96 ] |
| 2019年     |      | 992,032   | [ 48 ]        |
| 2020年     |      | 1,074,533 | [ 97 ]        |
| 2021年     |      | 1,125,419 | [ 98 ]        |
| 2022年     |      | 1,195,244 | [ 99 ]        |
| 2023年     |      | 1,267,127 | [ 100 ]       |

## 存放者
截至2021年6月，已有87個存放者將其作物樣本儲存於種子庫中，下表列出其中儲存數較多的國際和國家（區域性）基因庫：
| 國際基因庫                                                                | 存入數  |
| 國際玉米和小麥改良中心（CIMMYT）                                          | 173,779 |
| 國際稻米研究所（IRRI）                                                    | 126,447 |
| 國際半乾旱熱帶作物研究所 （ICRISAT）                                      | 117,713 |
| 國際乾旱地區農業研究中心（ICARDA）                                        | 97,123  |
| 國際熱帶農業中心（CIAT）                                                  | 57,534  |
| 亞蔬—世界蔬菜中心                                                         | 29,147  |
| 國際熱帶農業研究所（IITA）                                                | 23,333  |
| 國家和區域性基因庫                                                        |         |
| 國家植物種原系統（美國）                                                  | 135,237 |
| 萊布尼茲植物遺傳與作物研究所（Leibniz Institute of Plant Genetics，德國） | 58,862  |
| 加拿大植物種原中心（Plant GeneResources of Canada，加拿大）               | 32,609  |
| 澳洲牧場基因庫（Australian Pastures Genebank，澳洲）                      | 28,493  |
| 北歐遺傳資源中心（瑞典）                                                  | 26,820  |
| 國家農業生物多樣性中心（National Agrobiodiversity Center，南韓）          | 23,185  |
| 荷蘭遺傳資源中心（Centre for Genetic Resources，荷蘭）                    | 21,703  |

### 原住民社群
種子庫的存放者不僅限於國際和區域性基因庫，部分原住民社群已將種子存入種子庫進行安全複製。2015年，祕魯的馬鈴薯公園（Parque de la Papa）代表向種子庫寄存750份馬鈴薯樣本。2020年，美國原住民族切羅基人成為該國首個寄存種子的部落，保護9種在歐洲殖民化前的老品種作物。

### 中華民國
中华民国于2009年首次参与该保存计划，首批提供水稻、杂粮、蔬菜等共约12,000份种子。2020年2月5日，位於台南市的亞蔬—世界蔬菜中心寄送749個品種的蔬果種原至種子庫保存。
2024年5月29日，國立中央大學極地研究中心和中華民國農業部、辜嚴倬雲植物保種中心等組織合作，將約170種台灣小米種原保存至種子庫，並預計分批寄送總計約400種小米。

## 榮譽
斯瓦爾巴全球種子庫於2008年獲《時代雜誌》最佳發明獎第六名，2019年被國際專案管理學會評為50個最具影響力的項目之一，裝置藝術《永恆的反射》於2009年獲頒挪威照明獎。

## 影視文化
斯瓦爾巴全球種子庫是易卜生國際（Ibsen International）藝術項目《種子》（The Seed）的靈感來源，該項目並得到挪威政府的支持。其中由挪威作曲家馬庫斯·鮑斯創作的兒童歌劇《銀杏之子》旨在提升生態意識，並「揭示大自然的力量和讚揚孩子成長的勇氣」。
種子庫也曾於2010年11月21日播出的美國喜劇動畫《飛出個未來》假日特別節目「飛出個未來假日盛典」中出現。
比利時Netflix電視連續劇《絕夜逢生》第二季和其土耳其衍生劇《絕夜潛行》第一季亦出現種子庫，兩部劇集皆改編自波蘭作家傑西克·杜卡的小說《老蠑螈》。
2020年10月，納貝斯克曾搞過一個宣傳噱頭，聲稱為了因應小行星撞擊，他們建設了納貝斯克全球奧利奧庫以保存奧利奧的配方。而其「全球奧利奧庫」的樣子則基於斯瓦爾巴全球種子庫。

### 引用
1. 1 2  . BBC News. 2006-06-19  [2011-07-03]. （原始内容存档于2008-02-13） （英国英语）.
2. ↑  Mellgren, Doug. . Associated Press. 2008-02-27  [2011-07-03]. （原始内容存档于2018-12-25）.
3. 1 2 3 4  . 農業和食品部.   [2011-07-03]. （原始内容存档于2011-10-21）.
4. 1 2 3 4 5 6  Mellgren, Doug. . msnbc.com. 2008-02-27  [2020-01-05]. （原始内容存档于2017-10-11） （英语）.
5. 1 2 3  . Crop Trust.   [2024-12-02]. （原始内容存档于2025-04-01） （英语）.
6. ↑  . 農業和食品部（英语：Ministry of Agriculture and Food (Norway)）.   [2012-04-15]. （原始内容存档于2012-02-25）.
7. 1 2  Alyn Griffiths. . Dezeen. 2017-06-14  [2020-02-03]. （原始内容存档于2019-05-14） （英语）.
8. 1 2  . Time. 2008-10-29  [2020-02-02]. ISSN 0040-781X. （原始内容存档于2019-08-18） （美国英语）.
9. 1 2  . 農業和食品部. 2009-11-04  [2019-12-22]. （原始内容存档于2019-07-16） （英国英语）.
10. ↑  Charles, Daniel. . Science. 2006-06-23, 312 (5781): 1730–1731. PMID 16794050. doi:10.1126/science.312.5781.1730b.
11. 1 2  李珮雲. . 中時電子報. 2017-02-24  [2020-02-02]. （原始内容存档于2020-10-13） （中文（臺灣））.
12. ↑  Siebert, Charles. . National Geographic. 2011-07, 220 (1): 108–131  [2019-12-21]. OCLC 741814684. （原始内容存档于2018-03-09）.
13. 1 2  Alan Chiu. . 立場新聞 Stand News. 2019-03-28  [2020-02-01]. （原始内容存档于2019-08-14） （中文（香港））.
14. 1 2 3  . NordGen.   [2012-04-15]. （原始内容存档于2010-01-30） （英语）.
15. ↑  EA. . 明日科學. 2019-02-23  [2019-12-21]. （原始内容存档于2019-04-16） （中文（臺灣））.
16. 1 2  謝進盛. . 聯合新聞網. 2020-02-05  [2020-04-01]. （原始内容存档于2020-04-01） （中文（臺灣））.
17. ↑  周虹汶. . 自由電子報. 2017-05-21  [2019-12-21]. （原始内容存档于2019-12-21） （中文（臺灣））.
18. ↑  蔣珮伊. . 端傳媒. 2017-05-23  [2019-12-21]. （原始内容存档于2019-12-21）.
19. 1 2  Kent Nnadozie. . 聯合國糧食及農業組織. 2018-02-21  [2019-12-21]. （原始内容存档于2019-12-21） （中文）.
20. ↑  . Crop Trust.   [2011-07-03]. （原始内容存档于2015-01-11）.
21. 1 2  . Crop Trust.   [2019-12-21]. （原始内容存档于2019-07-26） （美国英语）.
22. ↑  Lo. . The News Lens 關鍵評論網. 2017-05-23  [2019-12-22]. （原始内容存档于2019-12-22） （中文（臺灣））.
23. ↑  . Crop Trust.   [2019-12-22]. （原始内容存档于2019-12-03） （美国英语）.
24. ↑  . 經濟學人. 2012-03-10  [2019-12-22]. ISSN 0013-0613. （原始内容存档于2019-12-22）.
25. ↑  Stefan Andrews. . The Vintage News. 2019-03-24  [2020-01-01]. （原始内容存档于2020-01-01） （英语）.
26. ↑  Strømsnes, Roy. . NRK. 2008-02-25  [2020-02-02]. （原始内容存档于2016-08-16） （挪威语）.
27. ↑  Zoya Teirstein. . Grist. 2019-03-27  [2020-02-02]. （原始内容存档于2019-05-30） （英语）.
28. 1 2 3 4 5  Woodward, Aylin. . Business Insider. 2019-03-31  [2019-12-22]. （原始内容存档于2019-12-22）.
29. 1 2  . Crop Trust.   [2019-12-22]. （原始内容存档于2019-01-02） （美国英语）.
30. 1 2  . PMI.   [2020-02-02]. （原始内容存档于2019-12-22） （美国英语）.
31. ↑  . 農業和食品部. 2015-02-23  [2020-02-01]. （原始内容存档于2019-12-03） （英国英语）.
32. ↑  Harri Alanne. . yle.fi. 2012-03-19  [2020-02-02]. （原始内容存档于2015-02-19） （芬兰语）.
33. ↑  . 農業和食品部. 2008-05-20  [2008-07-18]. （原始内容存档于2008-08-02） （英语）.
34. 1 2  Mark, Kinver. . BBC News. 2008-01-31  [2020-01-19]. （原始内容存档于2020-01-11） （英国英语）.
35. ↑  Cary Fowler.  (PDF). Global Crop Diversity Trust. 2008-02-26  [2020-02-03]. （原始内容存档 (PDF)于2019-07-25） （英语）.
36. ↑  . KORO: Public Art Norway.   [2016-04-14]. （原始内容存档于2016-04-28） （英语）.
37. ↑  . Crop Trust.   [2011-07-03]. （原始内容存档于2011-07-23） （英语）.
38. 1 2  . BBC News. 2006-06-19  [2020-01-03]. （原始内容存档于2019-12-21） （英国英语）.
39. ↑  Veronika, Munk. . index.hu. 2008-02-26  [2020-02-03]. （原始内容存档于2021-05-05） （匈牙利语）.
40. 1 2 3 4 5   (PDF). NordGen. 2019-06  [2020-02-02]. （原始内容 (PDF)存档于2019-09-24） （英语）.
41. ↑  . Svalbard Global Seed Vault. 2017-07-12  [2020-02-02]. （原始内容存档于2019-12-22） （英国英语）.
42. 1 2 3  . Svalbard Global Seed Vault. 2017-07-12  [2020-01-05]. （原始内容存档于2019-12-22） （英国英语）.
43. ↑  Flowers, Rebecca. . Vice. 2018-01-03  [2020-02-02]. （原始内容存档于2019-12-21） （英语）.
44. 1 2  Fowler, Cary.  (PDF). Journal of International Affairs. 2014, 67 (2): 141–146  [2020-01-05]. JSTOR 24461740. （原始内容存档 (PDF)于2014-12-09） （英语）.
45. ↑  . Svalbard Global Seed Vault. 2017-07-12  [2020-02-02]. （原始内容存档于2019-12-22） （英国英语）.
46. ↑  . Svalbard Global Seed Vault. 2017-07-12  [2020-02-02]. （原始内容存档于2019-12-22） （英国英语）.
47. ↑  . NordGen.   [2020-03-29]. （原始内容存档于2019-07-16） （挪威语）.
48. 1 2   (PDF). NordGen. 2020  [2020-07-16]. （原始内容存档 (PDF)于2020-07-14） （英语）.
49. ↑  Even Bratberg.  (PDF). Ås Nytt. 2007-12  [2020-02-02]. （原始内容 (PDF)存档于2012-12-05） （挪威语）.
50. ↑  . NordGen.   [2020-01-05]. （原始内容存档于2019-07-16） （美国英语）.
51. 1 2  . Svalbard Global Seed Vault. 2017-07-04  [2020-01-05]. （原始内容存档于2019-12-22） （英国英语）.
52. ↑  Boeing, Niels. . heise online. 2006-06-19  [2020-02-02]. （原始内容存档于2018-10-20） （德语）.
53. 1 2  Tore Ulabrand Johansen. . Verdens Gang. 2008-02-26  [2020-03-29]. （原始内容存档于2008-03-27） （挪威语）.
54. ↑  Aarden, Van onze verslaggeefster Marieke. . de Volkskrant. 2008-02-26  [2020-01-19] （荷兰语）.
55. 1 2  Walsh, Bryan. . Time. 2009-02-27  [2009-03-01]. ISSN 0040-781X. （原始内容存档于2013-09-29） （美国英语）.
56. ↑  . 高原雜誌（英语：High Plains Journal）. 2009-03-02  [2020-01-19]. （原始内容存档于2019-07-16） （英语）.
57. 1 2  Young, Linda. . 所有頭條新聞（英语：All Headline News）. 2009-02-26  [2009-03-01]. （原始内容存档于2011-05-25）.
58. ↑  . BBC News. 2009-02-26  [2020-01-31]. （原始内容存档于2019-09-07） （英国英语）.
59. ↑  . 外交部. 2009  [2011-07-03]. （原始内容存档于2012-03-26） （日语）.
60. ↑  Kinver, Mark. . BBC News. 2010-07-13  [2020-02-01]. （原始内容存档于2019-07-16） （英国英语）.
61. 1 2  Westengen, Ola T.; Jeppson, Simon; Guarino, Luigi. . PLOS ONE. May 2013, 8 (5). e64146. Bibcode:2013PLoSO...864146W. PMC 3650076 . PMID 23671707. doi:10.1371/journal.pone.0064146 （英语）.
62. ↑  . 立場新聞 Stand News. 2015-09-26  [2020-02-02]. （原始内容存档于2019-08-18） （中文（香港））.
63. 1 2  Noelia Núñez. . El País Ediciones. Vodafone España. 2018-04-08  [2020-03-29]. （原始内容存档于2018-06-16） （西班牙语）.
64. ↑  Alister Doyle. . Reuters. 2015-09-21  [2020-02-02]. （原始内容存档于2019-07-24） （英语）.
65. ↑  Sengupta, Somini. . The New York Times. 2017-10-13  [2020-02-01]. ISSN 0362-4331. （原始内容存档于2019-07-26） （美国英语）.
66. ↑  . 欧洲时报网. 2015-09-25  [2015-12-25]. （原始内容存档于2015-12-25） （简体中文）.
67. 1 2  Smith, George. . New Food Magazine. 2018-02-26  [2020-02-01]. （原始内容存档于2019-07-16） （英语）.
68. ↑  Dudley, Dominic. . Forbes. 2017-02-22  [2020-02-02]. （原始内容存档于2019-10-23） （英语）.
69. 1 2  Mary Beth Griggs. . Popular Science. 2017-05-22  [2020-02-01]. （原始内容存档于2019-09-15） （英语）.
70. 1 2  Ong, Thuy. . The Verge. 2018-02-26  [2020-02-01]. （原始内容存档于2020-02-01） （英语）.
71. ↑  . wired.   [2020-02-03]. （原始内容存档于2019-12-03） （英语）.
72. ↑  何路曼. . 中新网. 2017-05-21  [2017-05-22]. （原始内容存档于2017-05-21） （中文（中国大陆））.
73. ↑   (PDF). 環境署. 2018  [2020-02-01]. （原始内容存档 (PDF)于2019-09-05） （英语）.
74. 1 2  Alister Doyle. . Reuters. 2018-02-23  [2020-03-29]. （原始内容存档于2018-11-28） （英语）.
75. ↑  . 農業和食品部. 2018-02-23  [2020-02-01]. （原始内容存档于2019-10-01） （英国英语）.
76. ↑  . 公共建築和財產局（英语：Norwegian Directorate of Public Construction and Property）. 2017-05-20  [2020-02-01]. （原始内容存档于2019-12-22） （挪威语）.
77. ↑  李昱德. . 台灣英文新聞. 2017-06-13  [2020-10-13]. （原始内容存档于2019-08-30） （中文（臺灣））.
78. ↑  Ottar Løvik. . 農業和食品部. 2018-02-26  [2020-02-01]. （原始内容存档于2020-02-01） （英国英语）.
79. ↑  Edward Ho. . 立場新聞 Stand News. 2018-02-27  [2020-02-01]. （原始内容存档于2019-08-16） （中文（香港））.
80. ↑  梁有昶; 张淑惠. . 新华网. 2018-02-27  [2018-09-05]. （原始内容存档于2018-09-05） （简体中文）.
81. ↑  Duggan, Jennifer. . Time. 2017-04  [2020-02-01]. （原始内容存档于2017-04-08）.
82. ↑  Alan Chiu. . 立場新聞 Stand News. 2020-02-26  [2020-03-29]. （原始内容存档于2020-10-13） （中文（香港））.
83. ↑  Pierre-Henry Deshayes; Mark Sabbatini. . ScienceAlert. AFP. 2020-02-26  [2020-03-29]. （原始内容存档于2020-10-13） （英国英语）.
84. ↑  黃靖貽. . 中央通訊社. 2020-02-25  [2020-03-29]. （原始内容存档于2020-03-11） （中文（臺灣））.
85. 1 2  Joseph Netto; Darran Simon. . CNN. 2017-05-22  [2020-02-02]. （原始内容存档于2020-02-02） （美国英语）.
86. ↑  . 農業和食品部.   [2011-07-03]. （原始内容存档于2010-03-27） （英语）.
87. ↑  . Statsbygg.   [2022-03-22]. （原始内容存档于2021-06-24） （挪威语）.
88. ↑  . Svalbard Global Seed Vault. 2022-02-14  [2022-03-04]. （原始内容存档于2022-03-04） （英语）.
89. ↑  . 農業和食品部. 2008-02-26  [2020-02-03]. （原始内容存档于2019-02-22） （英语）.
90. ↑  MacDougall, Ian. . U.S. News & World Report. Associated Press. 2010-03-12  [2020-02-03]. （原始内容存档于2019-10-31） （美国英语）.
91. ↑  Dell'Amore, Christine. . National Geographic. 2014-02-27  [2020-02-03]. （原始内容存档于2019-07-16） （美国英语）.
92. ↑  . 農業和食品部. 2015-02-23  [2020-02-03]. （原始内容存档于2017-08-19） （英语）.
93. ↑  Straehley, Steve. . AllGov.com. 2015-03-077  [2020-02-03]. （原始内容存档于2019-05-22） （英语）.
94. ↑   (新闻稿). The Crop Trust. 2016-10-18  [2020-02-03]. （原始内容存档于2019-07-16） （英语）.
95. ↑   (新闻稿). The Crop Trust. 2017-02-22  [2020-02-03]. （原始内容存档于2019-07-16） （英语）.
96. ↑  . Crop Trust.   [2019-02-22]. （原始内容存档于2019-01-02） （英语）.
97. ↑   (PDF). NordGen. 2021-07  [2021-07-03]. （原始内容存档 (PDF)于2021-07-09） （英语）.
98. ↑   (PDF). NordGen. 2022  [2023-01-30]. （原始内容存档 (PDF)于2022-12-06） （英语）.
99. ↑   (PDF). NordGen. 2023  [2023-09-04]. （原始内容存档 (PDF)于2023-09-04） （英语）.
100. ↑   (PDF). NordGen. 2024  [2024-06-27]. （原始内容存档 (PDF)于2024-06-27） （英语）.
101. ↑  . Svalbard Global Seed Vault.   [2021-06-16]. （原始内容存档于2021-06-27） （英语）.
102. ↑  . Crop Trust. 2015-08-27  [2021-06-16]. （原始内容存档于2021-12-07） （美国英语）.
103. ↑  GrrlScientist. . Forbes. 2020-02-18  [2021-06-16]. （原始内容存档于2021-07-04） （英语）.
104. ↑  陳誼芩. . 臺灣環境資訊協會. 2009-03-12  [2018-09-05]. （原始内容存档于2018-09-05） （中文（臺灣））.
105. ↑  吳俊鋒. . 自由電子報. 2020-02-05  [2020-02-10]. （原始内容存档于2020-02-10） （中文（臺灣））.
106. ↑  許秩維. 管中維 , 编. . 台北: 中央通訊社. 2024-05-30  [2024-12-02]. （原始内容存档于2024-12-07） （中文（臺灣））.
107. ↑  . 國立中央大學地球科學學院. 2024-05-23  [2024-12-02]. （原始内容存档于2024-12-07） （中文（臺灣））.
108. ↑  Rachael Ballard. . Business Wire. 2019-10-11  [2020-02-03]. （原始内容存档于2020-10-13） （中文（中国大陆））.
109. ↑  Sara Landqvist. . Svalbard Global Seed Vault. 2019-10-07  [2020-02-03]. （原始内容存档于2019-12-22） （英国英语）.
110. ↑  . Ibsen International.   [2020-12-23]. （原始内容存档于2021-06-30） （英语）.
111. ↑  . Klassisk musikk. 2020-11-06  [2020-12-23]. （原始内容存档于2021-12-18） （挪威语）.
112. ↑  . The Infosphere.   [2021-06-20]. （原始内容存档于2021-09-14） （英语）.
113. ↑  Indigo, Xan. . ScreenRant. 2021-12-12  [2023-02-02]. （原始内容存档于2023-02-02） （英语）.
114. ↑  . CNET.   [2023-07-07]. （原始内容存档于2024-08-18） （英语）.
115. ↑  . Futurism. 23 October 2020  [2023-07-07]. （原始内容存档于2023-07-08）.